# 마리네이드

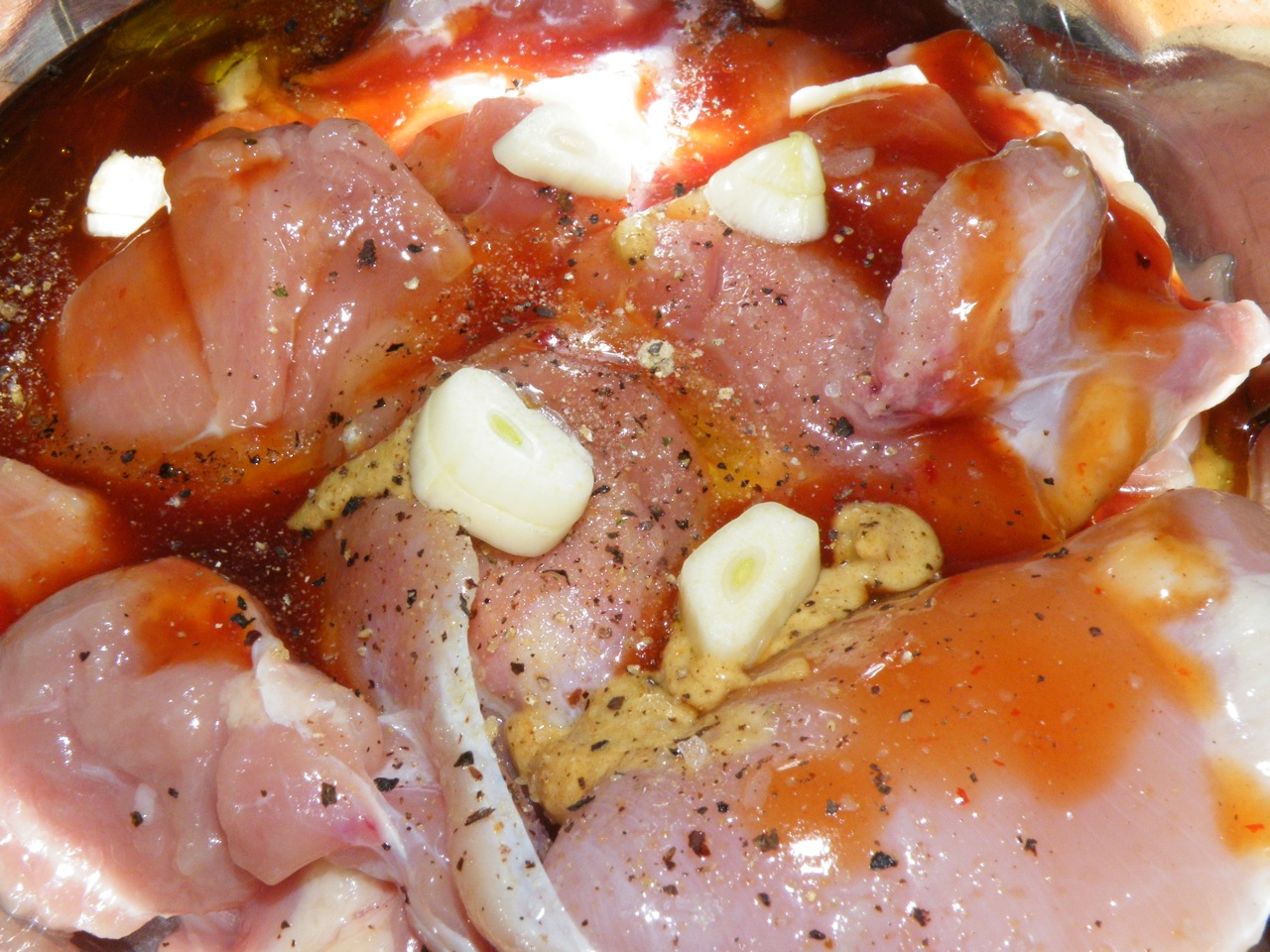
마리네이드에 담근 닭고기

마리네이드(영어: marinade)는 식재료를 조리하기 전에 재어 두는 조미한 액체이다. 식초 등 산을 넣어 신맛이 나는 경우가 많다. 서양에서 그 단어의 기원은 바닷물의 사용에서 기인한 것으로 고대에는 바닷물로 생선 따위를 절였던 데서 착안할 수 있다. 소금에 절임으로서 물에 담가 오래 보관했던 것이다. 서구 사회에서 마리네이드로 볼 수 있는 marinade는 식초나 레몬주스, 포도주를 넣어 실 수도 있고 파인애플이나 파파야와 같은 과일 효소를 첨가해 달짝지근할 수도 있다. 액체에 담구면서 기름이나 향신료, 다른 야채를 넣어서 마리네이드로 쓰기도 한다.
마리네이드는 고기의 냄새를 없애어 맛을 돋우는 역할도 하며 삼겹살에 포도주를 첨가하여 발효하는 것은 맛을 부드럽고 연하게 하는 효과가 있어 식감을 높여준다. 일단 식재료를 마리네이드에 넣고 몇 시간에서 며칠 동안 저장해 두었다 쓰기도 한다. 인도 요리에서는 보통 향신료를 첨가하여 마리네이드로 쓴다.

## 조직 연화작용
육류에 마리네이드를 써 저장을 하면 뻣뻣하던 고기의 육질이 부드러워져 수분이 많이 함유되고 육즙이 풍부해지기에 식감도 좋아지는 효과가 생긴다. 그러나 마리네이드나 그 재료에 산이 너무 많이 첨가되면 최종 음식물에 악영향이 될 수도 있다. 따라서 기름과 향신료, 술이나 식초 등 산의 첨가가 적절한 배합을 이루어야 한다. 보통 마리네이드와 함께 보관할 경우에는 고기의 표면이 곤죽처럼 변할 수 있기 때문에 냉동 상태로 보관하는 것은 바람직하지 않다.

## 건강
미국 암염구소는 사용한 마리네이드는 버릴 것을 권고한다. 붉은 고기나 해산물 닭고기 등의 육고기에 있던 건강에 해로운 물질이나 유기물이 마리네이드로 옮겨갈 수 있다고 보건전문가들이 밝힌 바 있다. 이들 유해 물질은 조리 과정 중에 없어질 수 있지만 남은 마리네이드를 소스로 다시 쓰면 위험도가 높아진다. 다른 마리네이드로 맛을 첨가해야 한다면 다른 냄비에 끓이거나 준비를 해서 새 식재료에 쓰는 것이 바람직하다.

## 같이 보기
- 물간
- 재우기
- 바비큐 소스
- 저크 마리네이드